# Cycas campestris
Cycas campestris es una especie de Cycadopsida del género Cycas, de la familia Cycadaceae, del orden Cycadales.

## Distribución
Cycas campestris se distribuye por Papua Nueva Guinea (Central, Gulf).

## Taxonomía
Fue descrita científicamente por K.D.Hill Fue publicado por primera vez en K.D.Hill. In: Austral. Syst. Bot. 7(6): 538-540. (1994).